# Folkeafstemningen om Østrigs værnepligt 2013
Folkeafstemningen om Østrigs værnepligt var en rådgivende folkeafstemning der blev afholdt den 20. januar 2013 i Østrig, den omhandlede hvorvidt landet skulle afskaffe militær værnepligt og i stedet have et professionelt forsvar.
Forslaget om afskaffelse af værnepligten blev støttet af Sozialdemokratische Partei Österreichs, mens Österreichische Volkspartei gik imod det. Selv om folkeafstemningen af konstitutionelle årsager var rådgivende, oplyste begge partier i forvejen at de ville respekter afstemningsresultatet.

## Resultat
| Folkeafstemningen om Østrigs værnepligt 2013 |           |        |
| Valg                                         | Stemmer   | %      |
| Nej                                          | 1 947 116 | 59.68  |
| Ja                                           | 1 315 278 | 40.32  |
| Gyldige stemmer                              | 3 262 394 | 97.53  |
| Ugyldige og blanke stemmer                   | 82 546    | 2.47   |
| Totale stemmer                               | 3 344 940 | 100,00 |
| Registrerede vælgere og deltagelse           | 6 378 478 | 52.44  |